# Max von Mülberger

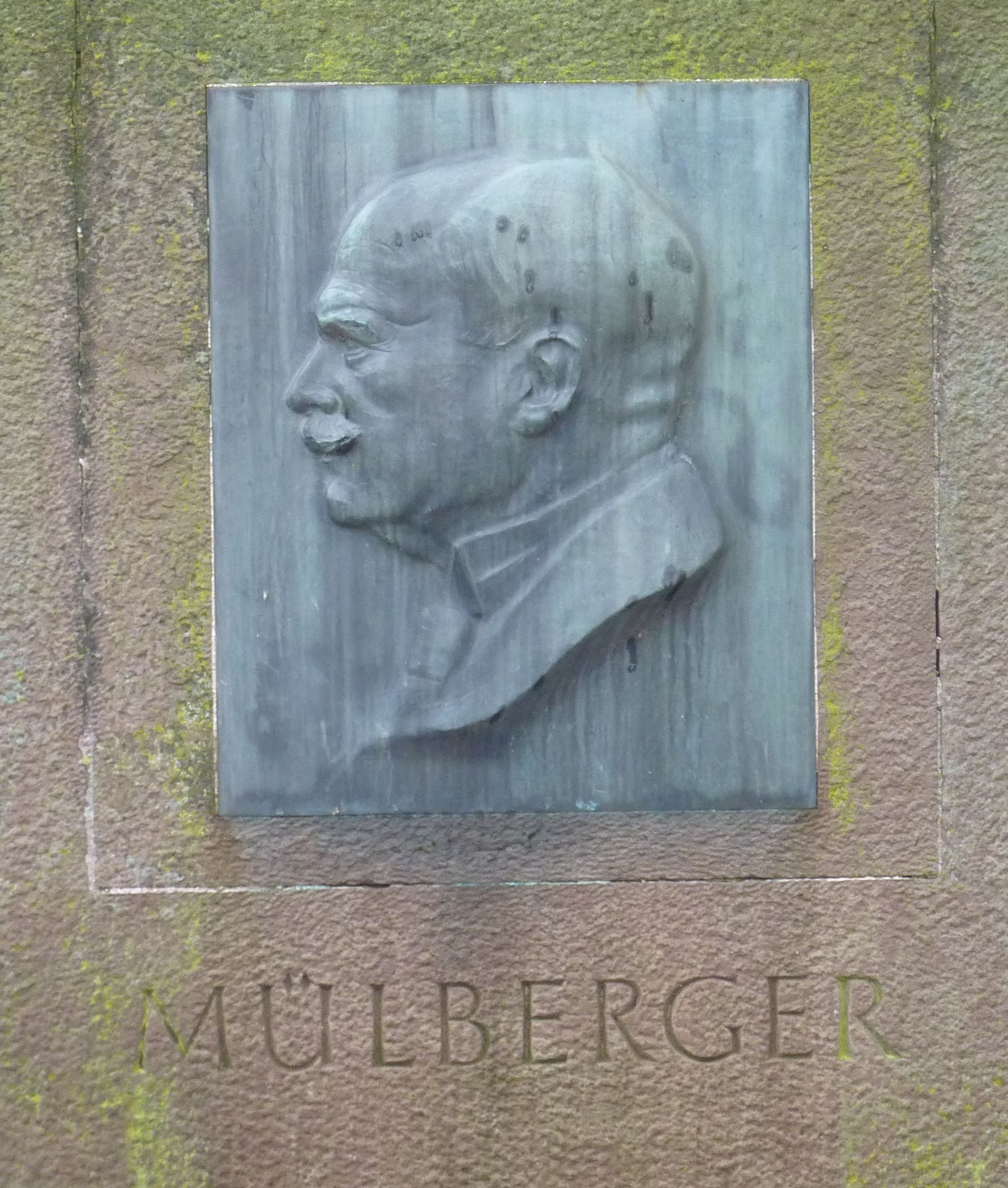
Porträtrelief in der Esslinger Mülbergerstraße

Maximilian Georg Mülberger, ab 1912 von Mülberger, (* 12. Juni 1859 in Stuttgart; † 23. April 1937 ebenda) war von 1892 bis 1929 Oberbürgermeister von Esslingen am Neckar.

## Familie
Mülberger war ein Sohn des Finanzrats Carl Mülberger in Stuttgart und seiner Frau Emma, geb. Leisinger. Die Familie stammte aus dem Elsass und war verwandt mit der Familie Cotta in Tübingen. Sein Bruder Arthur Mülberger (1847–1907), Arzt, Schriftsteller und Eisenbahnreformer, setzte sich mit den gesellschaftspolitischen Ideen von Pierre-Joseph Proudhon auseinander. Max Mülberger heiratete 1894 seine Cousine Elisabeth Leisinger (1863–1933), Sopranistin an der Berliner Hofoper, mit der er vier Kinder hatte, darunter Clara, Erika und Wolfgang Mülberger.

## Leben
Mülberger legte die Reifeprüfung 1879 am Eberhard-Ludwigs-Gymnasium Stuttgart ab. Anschließend studierte er Rechtswissenschaft an den Universitäten Leipzig, Tübingen und Zürich. 1879 wurde er Mitglied des Corps Suevia Tübingen. In Zürich war er Mitglied des Corps Helvetia (Grün-Helvetia), schied aber unter dem Druck der Tübinger Corpsbrüder wieder aus. 1884 wurde er in Heidelberg zum Dr. jur. promoviert. Nach den Examina und der Referendarausbildung war er Richter der Amtsgerichte Stuttgart, Neuenbürg, Esslingen und Biberach. Am 7. April 1892 wurde er zum letzten Esslinger Stadtschultheißen (seit 1893 Oberbürgermeister) auf Lebenszeit gewählt. Er übte dieses Amt bis zu seiner Pensionierung am 30. September 1929 aus. Mülberger gehörte in der Zeit des Königreichs Württemberg von 1906 bis 1918 zunächst parteilos der Zweiten Kammer des Württembergischen Landtages an. Bei der Reichstagswahl 1912 kandidierte erfolglos für die Nationalliberale Partei im Reichstagswahlkreis Königreich Württemberg 1.
Von 1914 bis 1916 nahm er in Belgien und Polen am Ersten Weltkrieg teil.
1912 trat er der Deutschen Partei bei, wechselte aber nach 1918 zur DDP. Er gehörte von 1919 bis 1924 dem Landtag des freien Volksstaates Württemberg an.
Mülberger war zeitweise Vertreter Württembergs im Vorstand des Deutschen Städtetags.
Mülberger saß lange Zeit im Aufsichtsrat des Allgemeinen Deutschen Versicherungsvereins. 1921 rückte er nach dem Tod seines Vorgängers Adolf Schiedmayer, Vorsitzender der Schiedmayer & Söhne Pianofortefabrik, zum Aufsichtsratsvorsitzenden auf. In der Folge begleitete er die maßgeblich von Max Georgii vorangetriebene Umstrukturierung des aufgrund der Hyperinflation in Schwierigkeiten geratenen Unternehmens zum ab 1922 als Stuttgarter Verein firmierenden Unternehmen, das sich Ende des Jahrzehnts als eine der führenden Versicherungsgruppen Deutschlands mit der Allianz zur als Allianz und Stuttgarter Verein firmierenden Gruppe zusammentat. Nach der Fusion saß er bis 1932 als Stellvertretender Aufsichtsratsvorsitzender – Georgii hatte den Vorsitz übernommen – im Überwachungsgremium, anschließend war er bis zu seinem Tod 1937 einfaches Mitglied.
Nach ihm ist die Mülbergerstraße in Esslingen benannt. Sein Nachlass ist Teil des im Stadtarchiv Esslingen verwahrten Familienarchivs Mülberger.

## Ehrungen
- Ritterkreuz I. Klasse des Friedrichs-Ordens (1901)
- Ehrenkreuz des Ordens der Württembergischen Krone (1912)
- Nobilitierung (1912)
- Ehrenbürger Esslingens (1926)